# Llei de Gresham

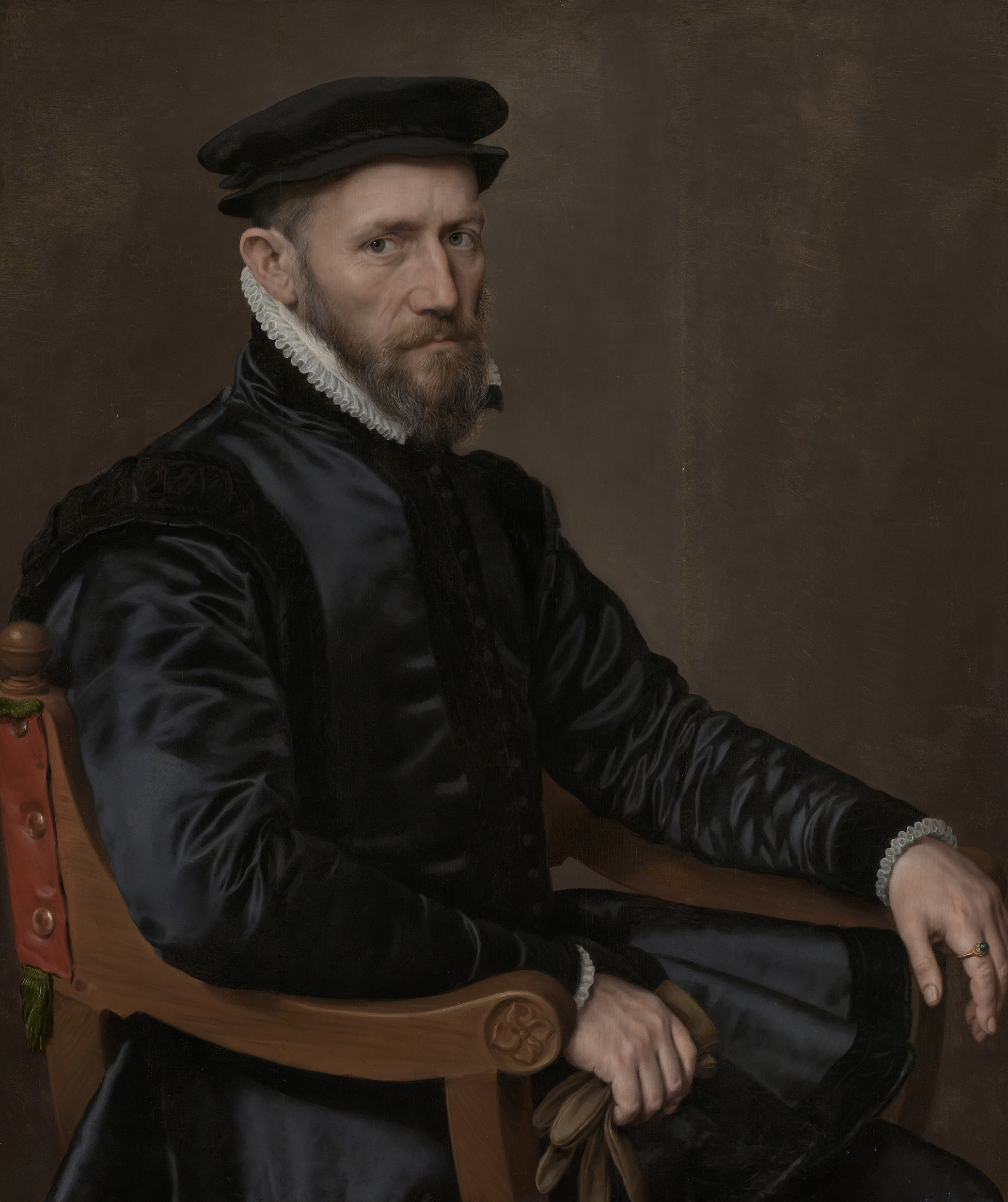
Retrat de Sir Thomas Gresham, comerciant i financer anglès del, que va descriure la llei i que li va donar nom.

La Llei de Gresham  és el principi segons el qual, quan en un país circulen simultàniament dos tipus de monedes, ambdues de curs legal, i una d'elles és considerada pel públic com a "bona" i l'altra com a "dolenta", la moneda dolenta sempre expulsa del mercat a la bona, ja que els consumidors prefereixen estalviar la bona i no utilitzar-la com a mitjà de pagament.
Aquest enunciat és un dels pilars de l'economia de mercat. L'home que va arribar a aquesta conclusió va ser sir Thomas Gresham. Gresham, important financer i mercader de la seva època, es va adonar que, en totes les transaccions que portava a terme, la gent preferia pagar amb la moneda més feble del moment i estalviar la més forta per, arribat el cas, exporta-la o fondre-la, doncs tenia més valor com a divisa o com a metall en lingots.
Aquest fenomen ja s'havia observat per mercaders, financers i homes d'Estat abans del segle xvi. Quan sir Thomas Gresham va manifestar aquest fet, no va desenvolupar cap formulació teòrica de la seva idea, i no va ser fins a finals del segle xix, quan aquest principi es va conèixer com la  llei de Gresham .
El mecanisme es va aplicar durant el període del bimetalisme, al segle xix. L'or es va convertir en el principal mitjà internacional de pagament només a partir de finals de segle. Anteriorment, la plata i l'or van competir entre si: el bimetalisme consistia en l'establiment d'una paritat fixa entre l'or i la plata i les monedes d'ambdós metalls, i eren mitjans acceptats tant a nivell nacional com internacional.
La llei de Gresham es compleix en les següents situacions:
- Circulació de monedes del mateix metall. Les monedes més deteriorades desplacen a les més ben conservades.
- Circulació de monedes de diferents metalls. La moneda amb el valor comercial inferior al seu valor monetari, desplaça aquella amb el valor comercial major que el valor monetari.
- Circulació de monedes i bitllets. Tradicionalment el bitllet complia la funció de moneda dolenta enfront de les monedes.

Un exemple d'aquesta llei es va posar de manifest a Espanya durant els anys seixanta del segle xx, quan es van encunyar monedes de plata de 100 pessetes, que van desaparèixer de la circulació en apujar el preu de la plata en el mercat internacional.

## Aplicació de la llei per a avaluar la recerca científica
En ciència es fa referència a la llei de Gresham quan es creu que la mala ciència produeix resultats. Això és, que les males pràctiques poden portar a nous descobriments científics. Com si la possibilitat d'un accident donés més fruits que l'aplicació correcta del mètode científic o, en un cas més ampli, la ràpida i popular proliferació dels resultats il·lusoris de la pseudociència i de les ciències ocultes, sobre els resultats de l'aplicació del mètode científic.